# Wenezuela na Letnich Igrzyskach Olimpijskich 2016
Wenezuelę na Letnich Igrzyskach Olimpijskich 2016 reprezentowało 87 zawodników: 62 mężczyzn i 25 kobiet. Był to osiemnasty start reprezentacji Wenezueli na letnich igrzyskach olimpijskich.

## Zdobyte medale
| Medal  | Zawodnik          | Dyscyplina    | Konkurencja         | Rezultat                                                            | Data        |
| ------ | ----------------- | ------------- | ------------------- | ------------------------------------------------------------------- | ----------- |
| Srebro | Yulimar Rojas     | Lekkoatletyka | trójskok kobiet     | 14,98 m                                                             | 14 sierpnia |
| Brąz   | Yoel Finol        | Boks          | waga musza mężczyzn | W półfinale uległ reprezentantowi Uzbekistanu Shaxobidin Zoirov 0:3 | 19 sierpnia |
| Brąz   | Stefany Hernández | Kolarstwo     | BMX kobiet          | 34,76                                                               | 19 sierpnia |

## Skład reprezentacji

### Boks
Mężczyźni
| Zawodnik           | Konkurencja          | 1/16                | 1/8                  | Ćwierćfinał      | Półfinał         | Finał            | Finał   | Źródło |
| Zawodnik           | Konkurencja          | Przeciwnik Wynik    | Przeciwnik Wynik     | Przeciwnik Wynik | Przeciwnik Wynik | Przeciwnik Wynik | Miejsce | Źródło |
| ------------------ | -------------------- | ------------------- | -------------------- | ---------------- | ---------------- | ---------------- | ------- | ------ |
| Yoel Finol         | waga musza           | de los Santos W 3-0 | Ali W 3-0            | Flissi W 3-0     | Zoirov P 0-3     | NQ               | brąz    | [ 2 ]  |
| Victor Rodríguez   | waga kogucia         | Ham P 1-2           | NQ                   | NQ               | NQ               | NQ               | NQ      | [ 4 ]  |
| Luis Angel Cabrera | waga lekka           | Narimatsu P 1-2     | NQ                   | NQ               | NQ               | NQ               | NQ      | [ 5 ]  |
| Luis Arcon         | waga lekkopółśrednia | Bač’kov P 1-2       | NQ                   | NQ               | NQ               | NQ               | NQ      | [ 6 ]  |
| Gabriel Maestre    | waga półśrednia      | Marutjan W 2-1      | Mangiacapre W wo     | Jeleusinow P 0-3 | NQ               | NQ               | NQ      | [ 7 ]  |
| Endry José Pinto   | waga średnia         | Delgado P 0-3       | NQ                   | NQ               | NQ               | NQ               | NQ      | [ 8 ]  |
| Albert Ramirez     | waga półciężka       | Chamukow W 2-1      | Benchabla P 0-2      | NQ               | NQ               | NQ               | NQ      | [ 9 ]  |
| Edgar Muñoz        | waga superciężka     | BYE                 | Bahodir Jalolov P KO | NQ               | NQ               | NQ               | NQ      | [ 10 ] |

### Gimnastyka
Kobiety
| Zawodniczka   | Konkurencja            | Kwalifikacje | Kwalifikacje | Kwalifikacje | Kwalifikacje | Kwalifikacje | Kwalifikacje | Finał    | Finał    | Finał    | Finał    | Finał  | Finał   | Źródło |
| Zawodniczka   | Konkurencja            | Przyrząd     | Przyrząd     | Przyrząd     | Przyrząd     | Razem        | Pozycja      | Przyrząd | Przyrząd | Przyrząd | Przyrząd | Razem  | Pozycja | Źródło |
| Zawodniczka   | Konkurencja            | V            | UB           | BB           | F            | Razem        | Pozycja      | V        | UB       | BB       | F        | Razem  | Pozycja | Źródło |
| ------------- | ---------------------- | ------------ | ------------ | ------------ | ------------ | ------------ | ------------ | -------- | -------- | -------- | -------- | ------ | ------- | ------ |
| Jessica López | wielobój indywidualnie | 14,933       | 15,333       | 13,933       | 12,733       | 56,932       | 13.          | 14,833   | 15,100   | 13,800   | 14,233   | 57,966 | 7.      | [ 11 ] |
| Jessica López | poręcze                | N/A          | 15,333       | N/A          | N/A          | 15,333       | 7.           | N/A      | 15,333   | N/A      | N/A      | 15,333 | 6.      | [ 11 ] |

### Golf
| Zawodnik        | Konkurencja | Runda 1 | Runda 2 | Runda 3 | Runda 4 | Łącznie | Łącznie | Łącznie | Źródło |
| Zawodnik        | Konkurencja | Wynik   | Wynik   | Wynik   | Wynik   | Wynik   | Par     | Pozycja | Źródło |
| --------------- | ----------- | ------- | ------- | ------- | ------- | ------- | ------- | ------- | ------ |
| Jhonattan Vegas | Mężczyźni   | 72      | 76      | 71      | 70      | 289     | 5       | 50.     | [ 12 ] |

### Jeździectwo
| Zawodnik        | Koń      | Konkurencja         | Runda 1 | Runda 1 | Runda 2 | Runda 2 | Runda 2 | Runda 3 | Runda 3 | Runda 3 | Finał   | Finał   | Finał   | Finał   | Finał | Finał | Źródło |
| Zawodnik        | Koń      | Konkurencja         | Runda 1 | Runda 1 | Runda 2 | Runda 2 | Runda 2 | Runda 3 | Runda 3 | Runda 3 | Runda A | Runda A | Runda B | Runda B | Razem | Razem | Źródło |
| Zawodnik        | Koń      | Konkurencja         | Błędy   | Poz.    | Błędy   | Razem   | Poz.    | Błędy   | Razem   | Poz.    | Błędy   | Poz.    | Błędy   | Poz.    | Błędy | Poz.  | Źródło |
| --------------- | -------- | ------------------- | ------- | ------- | ------- | ------- | ------- | ------- | ------- | ------- | ------- | ------- | ------- | ------- | ----- | ----- | ------ |
| Emanuel Andrade | Hardrock | Skoki indywidualnie | 13      | 61.     | NQ      | NQ      | NQ      | NQ      | NQ      | NQ      | NQ      | NQ      | NQ      | NQ      | NQ    | NQ    | [ 13 ] |
| Pablo Barrios   | Antares  | Skoki indywidualnie | 8       | 53.     | 12      | 20      | 54.     | NQ      | NQ      | NQ      | NQ      | NQ      | NQ      | NQ      | NQ    | NQ    | [ 13 ] |

### Judo
Kobiety
| Zawodniczka        | Konkurencja | 1/16                | 1/8                 | Ćwierćfinał         | Półfinał            | Repasaże            | Finał / 3.miejsce   | Finał / 3.miejsce   | Pozycja | Źródło |
| Zawodniczka        | Konkurencja | Przeciwniczka Wynik | Przeciwniczka Wynik | Przeciwniczka Wynik | Przeciwniczka Wynik | Przeciwniczka Wynik | Przeciwniczka Wynik | Przeciwniczka Wynik | Pozycja | Źródło |
| ------------------ | ----------- | ------------------- | ------------------- | ------------------- | ------------------- | ------------------- | ------------------- | ------------------- | ------- | ------ |
| Elvismar Rodríguez | 70 kg       | Moreira P 000-100   | NQ                  | NQ                  | NQ                  | NQ                  | NQ                  | NQ                  | NQ      | [ 14 ] |

### Kolarstwo

#### Kolarstwo szosowe
| Zawodnik          | Konkurencja                    | Czas    | Pozycja | Źródło |
| ----------------- | ------------------------------ | ------- | ------- | ------ |
| Miguel Ubeto      | wyścig ze startu wspólnego (m) | DNF     | DNF     | [ 15 ] |
| Jonathan Monsalve | wyścig ze startu wspólnego (m) | DNF     | DNF     | [ 15 ] |
| Jonathan Monsalve | jazda indywidualna na czas (m) | DNS     | DNS     | [ 15 ] |
| Jennifer Cesar    | wyścig ze startu wspólnego (k) | 4:03:18 | 50.     | [ 16 ] |

#### Kolarstwo torowe
Sprint
| Zawodnik                                   | Konkurencja       | Kwalifikacje  | Kwalifikacje    | Runda 1 | Repasaże        | Runda 2         | Repasaże        | Ćwierćfinały    | Półfinały                | Finał           | Finał   | Źródło |
| Zawodnik                                   | Konkurencja       | Czas Prędkość | Przeciwnik Czas | Pozycja | Przeciwnik Czas | Przeciwnik Czas | Przeciwnik Czas | Przeciwnik Czas | Przeciwnik Czas          | Przeciwnik Czas | Pozycja | Źródło |
| ------------------------------------------ | ----------------- | ------------- | --------------- | ------- | --------------- | --------------- | --------------- | --------------- | ------------------------ | --------------- | ------- | ------ |
| Hersony Canelon                            | indywidualnie (m) | 10,239 70,319 | 24.             | NQ      | NQ              | NQ              | NQ              | NQ              | NQ                       | NQ              | NQ      | [ 17 ] |
| Cesar Marcano                              | indywidualnie (m) | 10,649 67,611 | 27.             | NQ      | NQ              | NQ              | NQ              | NQ              | NQ                       | NQ              | NQ      | [ 17 ] |
| Hersony Canelon Cesar Marcano Angel Pulgar | drużynowo (m)     | 44,263        | 8.              | N/A     | N/A             | N/A             | N/A             | N/A             | Wielka Brytania · 44,486 | NQ              | 8.      | [ 18 ] |

Keirin
| Zawodnik        | Konkurencja | Runda 1 | Repesaż | Runda 2 | Finał   | Źródło |
| Zawodnik        | Konkurencja | Pozycja | Pozycja | Pozycja | Pozycja | Źródło |
| --------------- | ----------- | ------- | ------- | ------- | ------- | ------ |
| Ángel Pulgar    | mężczyźni   | 7.      | 5.      | NQ      | NQ      | [ 19 ] |
| Hersony Canelón | mężczyźni   | 7.      | 5.      | NQ      | NQ      | [ 19 ] |

Omnium
| Zawodnik       | Konkurencja | Scratch | Scratch | Wyścig na dochodzenie | Wyścig na dochodzenie | Wyścig na dochodzenie | Wyścig eliminacyjny | Wyścig eliminacyjny | Wyścig na 500 m | Wyścig na 500 m | Wyścig na 500 m | Okrążenie start lotny | Okrążenie start lotny | Okrążenie start lotny | Wyścig punktowy | Wyścig punktowy | Suma punktów | Pozycja | Źródło |
| Zawodnik       | Konkurencja | Pozycja | Punkty  | Czas                  | Pozycja               | Punkty                | Pozycja             | Punkty              | Czas            | Pozycja         | Punkty          | Czas                  | Pozycja               | Punkty                | Punkty          | Pozycja         | Suma punktów | Pozycja | Źródło |
| -------------- | ----------- | ------- | ------- | --------------------- | --------------------- | --------------------- | ------------------- | ------------------- | --------------- | --------------- | --------------- | --------------------- | --------------------- | --------------------- | --------------- | --------------- | ------------ | ------- | ------ |
| Angie González | kobiety     | 18.     | 6       | 3:47,161              | 17.                   | 8                     | 12.                 | 18                  | 36,535          | 12.             | 18              | 14,660                | 16.                   | 10                    | 1               | 13              | 61           | 18.     | [ 20 ] |

#### Kolarstwo BMX
| Zawodnik          | Konkurencja | Eliminacje | Eliminacje | Półfinał | Półfinał | Finał  | Finał   | Źródło |
| Zawodnik          | Konkurencja | Wynik      | Miejsce    | Wynik    | Miejsce  | Wynik  | Miejsce | Źródło |
| ----------------- | ----------- | ---------- | ---------- | -------- | -------- | ------ | ------- | ------ |
| Stefany Hernández | kobiety     | 35,202     | 4.         | 11       | 3.       | 34,755 | brąz    | [ 21 ] |

### Koszykówka
- Reprezentacja mężczyzn

| - Gregory Echenique - Dwight Lewis - Miguel Marriaga - Gregory Vargas - John Cox - David Cubillán |  | - José Vargas - Miguel Ruiz - Windi Graterol - Heissler Guillént - Anthony Pérez - Néstor Colmenares |

Reprezentacja Wenezueli brała udział w rozgrywkach grupy A turnieju olimpijskiego, zajmując w niej 5. miejsce i nie awansując do dalszych rozgrywek. Ostatecznie została sklasyfikowana na miejscu 10.
Grupa A
| Drużyna           | M | Mecze | Mecze | Punkty | Punkty | Punkty | Pkt |
| Drużyna           | M | W     | P     | +      | -      | +/-    | Pkt |
| ----------------- | - | ----- | ----- | ------ | ------ | ------ | --- |
| Stany Zjednoczone | 5 | 5     | 0     | 524    | 407    | 117    | 10  |
| Australia         | 5 | 4     | 1     | 444    | 368    | 76     | 9   |
| Francja           | 5 | 3     | 2     | 423    | 378    | 45     | 8   |
| Serbia            | 5 | 2     | 3     | 426    | 387    | 39     | 7   |
| Wenezuela         | 5 | 1     | 4     | 315    | 444    | -129   | 6   |
| Chiny             | 5 | 0     | 5     | 318    | 466    | -148   | 5   |

Źródło:
| 6 sierpnia 201622:30 | Wenezuela                                                     | 62:86(14:18, 9:26, 18:24, 21:18) | Serbia                                     | Carioca Arena 1, Rio de Janeiro Sędzia: - Christos Christodoulou - Duan Zhu - Roberto Vázquez |
| 6 sierpnia 201622:30 | Pkt:Echenique, Vargas po 12 każdy Zb:Colmenares 6 As:Vargas 5 | 62:86(14:18, 9:26, 18:24, 21:18) | Pkt:Bogdanović 19 Zb:Štimac 8 As:Nedović 4 | Carioca Arena 1, Rio de Janeiro Sędzia: - Christos Christodoulou - Duan Zhu - Roberto Vázquez |

| 8 sierpnia 201619:00 | Stany Zjednoczone                    | 113:69(18:18, 30:8, 27:25, 38:18) | Wenezuela                             | Carioca Arena 1, Rio de Janeiro Sędzia: - Eddie Viator - Scott Beker - Damir Javor |
| 8 sierpnia 201619:00 | Pkt:George 20 Zb:Jordan 9 As:Lowry 9 | 113:69(18:18, 30:8, 27:25, 38:18) | Pkt:Cox 19 Zb:Echenique 7 As:Vargas 5 | Carioca Arena 1, Rio de Janeiro Sędzia: - Eddie Viator - Scott Beker - Damir Javor |

| 10 sierpnia 201622:30 | Wenezuela                                     | 72:68(25:13, 13:22, 13:15, 21:18) | Chiny                                      | Carioca Arena 1, Rio de Janeiro Sędzia: - Cristiano Maranho - Guilherme Locatelli - Sreten Radović |
| 10 sierpnia 201622:30 | Pkt:Colmenares 16 Zb:Colmenares 5 As:Vargas 5 | 72:68(25:13, 13:22, 13:15, 21:18) | Pkt:Yi 18 Zb:Yi 10 As:Guo, Zhou po 3 każdy | Carioca Arena 1, Rio de Janeiro Sędzia: - Cristiano Maranho - Guilherme Locatelli - Sreten Radović |

| 12 sierpnia 201622:30 | Francja                                    | 96:56(23:18, 19:12, 24:17, 30:9) | Wenezuela                             | Carioca Arena 1, Rio de Janeiro Sędzia: - Cristiano Maranho - Robert Lottermoser - Ferdinand Pascual |
| 12 sierpnia 201622:30 | Pkt:Lauvergne 17 Zb:Kahudi 12 As:Heurtel 8 | 96:56(23:18, 19:12, 24:17, 30:9) | Pkt:Echenique 12 Zb:Vargas 7 As:Cox 4 | Carioca Arena 1, Rio de Janeiro Sędzia: - Cristiano Maranho - Robert Lottermoser - Ferdinand Pascual |

| 14 sierpnia 201619:00 | Australia                                  | 81:56(16:6, 16:19, 21:18, 28:13) | Wenezuela                                           | Carioca Arena 1, Rio de Janeiro Sędzia: - Stephen Seibel - Carlos Peruga - Sreten Radović |
| 14 sierpnia 201619:00 | Pkt:Goulding 22 Zb:Broekhoff 8 As:Martin 4 | 81:56(16:6, 16:19, 21:18, 28:13) | Pkt:Pérez 12 Zb:Ruiz, Vargas po 4 każdy As:Vargas 7 | Carioca Arena 1, Rio de Janeiro Sędzia: - Stephen Seibel - Carlos Peruga - Sreten Radović |

### Lekkoatletyka
Mężczyźni
Konkurencje biegowe
| Zawodnik                                                 | Konkurencja           | Eliminacje | Eliminacje | Półfinał | Półfinał | Finał   | Finał   | Źródło |
| Zawodnik                                                 | Konkurencja           | Wynik      | Miejsce    | Wynik    | Miejsce  | Wynik   | Miejsce | Źródło |
| -------------------------------------------------------- | --------------------- | ---------- | ---------- | -------- | -------- | ------- | ------- | ------ |
| Luis Alberto Orta                                        | maraton               | N/A        | N/A        | N/A      | N/A      | 2:27:05 | 106.    | [ 28 ] |
| José Peña                                                | 3000 m z przeszkodami | 8:32,38    | 22.        | N/A      | N/A      | NQ      | NQ      | [ 29 ] |
| Alberth Bravo                                            | 400 m                 | 46,15      | 35.        | NQ       | NQ       | NQ      | NQ      | [ 30 ] |
| Richard Vargas                                           | Chód 20 km            | N/A        | N/A        | N/A      | N/A      | 1:22:23 | 24.     | [ 31 ] |
| Yerenman Salazar                                         | Chód 50 km            | N/A        | N/A        | N/A      | N/A      | DNF     | [ 32 ]  |        |
| Arturo Ramírez Omar Longart Alberth Bravo Freddy Mezones | sztafeta 4 × 400 m    | 3:02,69    | 12.        | N/A      | N/A      | NQ      | NQ      | [ 33 ] |

Kobiety
Konkurencje biegowe
| Zawodnik       | Konkurencja | Eliminacje | Eliminacje | Półfinał | Półfinał | Finał   | Finał   | Źródło |
| Zawodnik       | Konkurencja | Wynik      | Miejsce    | Wynik    | Miejsce  | Wynik   | Miejsce | Źródło |
| -------------- | ----------- | ---------- | ---------- | -------- | -------- | ------- | ------- | ------ |
| Yolimar Pineda | maraton     | N/A        | N/A        | N/A      | N/A      | 2:47:34 | 93.     | [ 34 ] |
| Nercely Soto   | 200 m       | 22,89      | 22.        | 22,88    | 18.      | NQ      | NQ      | [ 35 ] |

Konkurencje techniczne
| Zawodniczka      | Konkurencja    | Kwalifikacje | Kwalifikacje | Finał | Finał   | Źródło |
| Zawodniczka      | Konkurencja    | Wynik        | Miejsce      | Wynik | Miejsce | Źródło |
| ---------------- | -------------- | ------------ | ------------ | ----- | ------- | ------ |
| Rosa Rodríguez   | rzut młotem    | 72,41        | 3.           | 69,26 | 10.     | [ 35 ] |
| Ahymará Espinoza | pchnięcie kulą | 17,27        | 19.          | NQ    | NQ      | [ 35 ] |
| Robeilys Peinado | skok o tyczce  | DNS          | DNS          | NQ    | NQ      | [ 35 ] |
| Yulimar Rojas    | trójskok       | 14,21        | 7.           | 14,98 | srebro  | [ 35 ] |

### Łucznictwo
| Zawodnik     | Konkurencja       | Runda rankingowa | Runda rankingowa | 1/32             | 1/16             | 1/8              | Ćwierćfinały     | Półfinały        | Finał            | Finał   | Źródło |
| Zawodnik     | Konkurencja       | Wynik            | Miejsce          | Przeciwnik Wynik | Przeciwnik Wynik | Przeciwnik Wynik | Przeciwnik Wynik | Przeciwnik Wynik | Przeciwnik Wynik | Pozycja | Źródło |
| ------------ | ----------------- | ---------------- | ---------------- | ---------------- | ---------------- | ---------------- | ---------------- | ---------------- | ---------------- | ------- | ------ |
| Elías Malavé | indywidualnie (m) | 651              | 46.              | Wang 'W" 6-2     | Worth P 4-6      | NQ               | NQ               | NQ               | NQ               | NQ      | [ 36 ] |
| Leidys Brito | indywidualnie (k) | 614              | 44.              | Unruh P 4-6      | NQ               | NQ               | NQ               | NQ               | NQ               | NQ      | [ 37 ] |

### Pływanie
Mężczyźni
| Zawodnik          | Konkurencja       | Eliminacje | Eliminacje | Półfinał | Półfinał | Finał     | Finał   | Źródło |
| Zawodnik          | Konkurencja       | Czas       | Miejsce    | Czas     | Miejsce  | Czas      | Miejsce | Źródło |
| ----------------- | ----------------- | ---------- | ---------- | -------- | -------- | --------- | ------- | ------ |
| Cristian Quintero | 50 m dowolnym     | 22,92      | 44.        | NQ       | NQ       | NQ        | NQ      | [ 38 ] |
| Cristian Quintero | 100 m dowolnym    | 49,25      | 34.        | NQ       | NQ       | NQ        | NQ      | [ 38 ] |
| Cristian Quintero | 200 m dowolnym    | 1:47,02    | 14.        | 1:48,00  | 16.      | NQ        | NQ      | [ 38 ] |
| Cristian Quintero | 400 m dowolnym    | NQ         | NQ         |          |          |           |         | [ 38 ] |
| Albert Subirats   | 100 m grzbietowym | 55,44      | 31.        | NQ       | NQ       | NQ        | NQ      | [ 38 ] |
| Albert Subirats   | 100 m motylkowym  | 53,23      | 29.        | NQ       | NQ       | NQ        | NQ      | [ 38 ] |
| Carlos Claverie   | 100 m klasycznym  | 1:01,13    | 30.        | NQ       | NQ       | NQ        | NQ      | [ 38 ] |
| Carlos Claverie   | 200 m klasycznym  | 2:10,35    | 14.        | 2:11,56  | 15.      | NQ        | NQ      | [ 38 ] |
| Erwin Maldonado   | 10 km             | N/A        | N/A        | N/A      | N/A      | 1:54:33,6 | 22.     | [ 38 ] |

Kobiety
| Zawodniczka    | Konkurencja      | Eliminacje | Eliminacje | Półfinał | Półfinał | Finał     | Finał   | Źródło |
| Zawodniczka    | Konkurencja      | Czas       | Miejsce    | Czas     | Miejsce  | Czas      | Miejsce | Źródło |
| -------------- | ---------------- | ---------- | ---------- | -------- | -------- | --------- | ------- | ------ |
| Andreina Pinto | 400 m dowolnym   | 4:08,34    | 16.        | N/A      | N/A      | NQ        | NQ      | [ 39 ] |
| Andreina Pinto | 800 m dowolnym   | 8:30,92    | 12.        | N/A      | N/A      | NQ        | NQ      | [ 39 ] |
| Andreina Pinto | 200 m motylkowym | 2:10,60    | 23.        | NQ       | NQ       | NQ        | NQ      | [ 39 ] |
| Paola Pérez    | 10 km            | N/A        | N/A        | N/A      | N/A      | 1:59:07,7 | 20.     | [ 39 ] |

### Podnoszenie ciężarów
| Zawodnik            | Konkurencja     | Rwanie | Rwanie  | Podrzut | Podrzut | Razem  | Pozycja | Źródło |
| Zawodnik            | Konkurencja     | Wynik  | Pozycja | Wynik   | Pozycja | Razem  | Pozycja | Źródło |
| ------------------- | --------------- | ------ | ------- | ------- | ------- | ------ | ------- | ------ |
| Jesús Antonio López | -62 kg mężczyzn | 125 kg | 7.      | -       | -       | DNF    | DNF     | [ 40 ] |
| Yusleidy Figueroa   | -58 kg (kobiet) | 85 kg  | 11.     | 116 kg  | 7.      | 201 kg | 9.      | [ 40 ] |
| Yaniuska Espinosa   | +75 kg (kobiet) | 121 kg | 5.      | 152 kg  | 5.      | 273 kg | 7.      | [ 40 ] |
| Naryury Pérez       | +75 kg (kobiet) | 117 kg | 8.      | -       | -       | DNF    | DNF     | [ 40 ] |

### Siatkówka plażowa
| Zawodniczka                 | Konkurencja | Faza grupowa                           | Faza grupowa                   | Faza grupowa                  | Pozycja | Runda play-off                | 1/8              | Ćwierćfinały     | Półfinały        | Finał   | Finał | Źródło |
| Zawodniczka                 | Konkurencja | Przeciwnik Wynik                       | Przeciwnik Wynik               | Przeciwnik Wynik              | Pozycja | Przeciwnik Wynik              | Przeciwnik Wynik | Przeciwnik Wynik | Przeciwnik Wynik | Pozycja |       | Źródło |
| --------------------------- | ----------- | -------------------------------------- | ------------------------------ | ----------------------------- | ------- | ----------------------------- | ---------------- | ---------------- | ---------------- | ------- | ----- | ------ |
| Norisbeth Agudo Olaya Pérez | kobiety     | Meppelink van Iersel 0:2 (17-21,11-21) | Bawden Clancy 0:2 (9-21,14-21) | Alfaro Cope 2:0 (21-16,21-19) | 3.      | Borger Büthe 0:2 (13-21,8-21) | NQ               | NQ               | NQ               | NQ      | NQ    | [ 41 ] |

### Skoki do wody
Mężczyźni
| Zawodnik      | Konkurencja              | Preeliminacje | Preeliminacje | Półfinał | Półfinał | Finał  | Finał   | Źródło |
| Zawodnik      | Konkurencja              | Punkty        | Miejsce       | Punkty   | Miejsce  | Punkty | Miejsce | Źródło |
| ------------- | ------------------------ | ------------- | ------------- | -------- | -------- | ------ | ------- | ------ |
| Jesús Liranzo | wieża 10 m indywidualnie | 385,55        | 21.           | NQ       | NQ       | NQ     | NQ      | [ 42 ] |
| Robert Páez   | wieża 10 m indywidualnie | 378,20        | 23.           | NQ       | NQ       | NQ     | NQ      | [ 42 ] |

### Strzelectwo
Mężczyźni
| Zawodnik    | Konkurencja                             | Kwalifikacje | Kwalifikacje | Finał | Finał   | Źródło |
| Zawodnik    | Konkurencja                             | Wynik        | Pozycja      | Wynik | Pozycja | Źródło |
| ----------- | --------------------------------------- | ------------ | ------------ | ----- | ------- | ------ |
| Julio Iemma | karabin pneumatyczny 10 m               | 612,7        | 45.          | NQ    | NQ      | [ 43 ] |
| Julio Iemma | karabin małokalibrowy 50 m leżąc        | 621,5        | 22.          | NQ    | NQ      | [ 43 ] |
| Julio Iemma | karabin małokalibrowy trzy pozycje 50 m | 1155         | 40.          | NQ    | NQ      | [ 43 ] |

### Szermierka
| Zawodnik                                                      | Konkurencja              | 1/32                    | 1/16               | 1/8                | Ćwierćfinały       | Półfinały                  | Finał            | Finał   | Źródło |
| Zawodnik                                                      | Konkurencja              | Przeciwnik Wynik        | Przeciwnik Wynik   | Przeciwnik Wynik   | Przeciwnik Wynik   | Przeciwnik Wynik           | Przeciwnik Wynik | Pozycja | Źródło |
| ------------------------------------------------------------- | ------------------------ | ----------------------- | ------------------ | ------------------ | ------------------ | -------------------------- | ---------------- | ------- | ------ |
| Francisco Limardo                                             | szpada indywidualnie (m) | Nicolas Ferreira W 15-9 | Jérent W 15-14     | Novosjolov P 12-15 | NQ                 | NQ                         | NQ               | NQ      | [ 44 ] |
| Rubén Limardo                                                 | szpada indywidualnie (m) | BYE                     | Ayman Fayez P 5-15 | NQ                 | NQ                 | NQ                         | NQ               | NQ      | [ 44 ] |
| Silvio Fernández                                              | szpada indywidualnie (m) | Jung P 8-15             | NQ                 | NQ                 | NQ                 | NQ                         | NQ               | NQ      | [ 44 ] |
| Antonio Leal                                                  | floret indywidualnie (m) | van Haaster P 7-15      | NQ                 | NQ                 | NQ                 | NQ                         | NQ               | NQ      | [ 44 ] |
| Silvio Fernández Francisco Limardo Rubén Limardo Kelvin Cañas | szpada drużynowo         | N/A                     | N/A                | Brazylia · W 45-25 | Francja · P 29-454 | Korea Południowa · P 40-45 | Rosja · P 30-36  | 8.      | [ 44 ] |
| Isis Giménez                                                  | floret indywidualnie (k) | Jeon P 8-10             | NQ                 | NQ                 | NQ                 | NQ                         | NQ               | NQ      | [ 47 ] |
| Alejandra Benítez                                             | szabla indywidualnie (k) | Hafez W 15-11           | Márton P 14-15     | NQ                 | NQ                 | NQ                         | NQ               | NQ      | [ 47 ] |

### Taekwondo
| Zawodnik        | Konkurencja | 1/8                | Ćwierćfinał      | Półfinał         | Repesaż          | Finał/3.miejsce  | Finał/3.miejsce | Źródło |
| Zawodnik        | Konkurencja | Przeciwnik Wynik   | Przeciwnik Wynik | Przeciwnik Wynik | Przeciwnik Wynik | Przeciwnik Wynik | Pozycja         |        |
| --------------- | ----------- | ------------------ | ---------------- | ---------------- | ---------------- | ---------------- | --------------- | ------ |
| Edgar Contreras | -68 kg      | Dienisienko P 2-12 | NQ               | NQ               | Tazegül W 5-4    | González P 3-4   | 5.              | [ 48 ] |

### Tenis stołowy
| Zawodnik       | Konkurencja        | Eliminacje       | Runda 1                           | Runda 2          | Runda 3          | 1/8 finału       | Ćwierćfinały     | Półfinały        | Finał            | Finał   | Źródło |
| Zawodnik       | Konkurencja        | Przeciwnik Wynik | Przeciwnik Wynik                  | Przeciwnik Wynik | Przeciwnik Wynik | Przeciwnik Wynik | Przeciwnik Wynik | Przeciwnik Wynik | Przeciwnik Wynik | Pozycja | Źródło |
| -------------- | ------------------ | ---------------- | --------------------------------- | ---------------- | ---------------- | ---------------- | ---------------- | ---------------- | ---------------- | ------- | ------ |
| Gremlis Arvelo | gra pojedyncza (k) | BYE              | Zhang P 0-4 (3:11,5;11,5:11,7:11) | NQ               | NQ               | NQ               | NQ               | NQ               | NQ               | NQ      | [ 49 ] |

### Wioślarstwo
Mężczyźni
| Zawodnik                 | Konkurencja | Eliminacje | Eliminacje | Repesaż | Repesaż | Ćwierćfinały | Ćwierćfinały | Półfinały             | Półfinały | Finał           | Finał | Miejsce | Źródło |
| Zawodnik                 | Konkurencja | Czas       | M.         | Czas    | M.      | Czas         | M.           | Czas                  | M.        | Czas            | M.    | Miejsce | Źródło |
| ------------------------ | ----------- | ---------- | ---------- | ------- | ------- | ------------ | ------------ | --------------------- | --------- | --------------- | ----- | ------- | ------ |
| Jakson Vicent Monasterio | M1x         | 7:28,36    | 6.         | 7:28,67 | 5.      | BYE          | BYE          | 7:50:56 Półfinał E/F. | 2.        | 7:57,83 Finał E | 5.    | 29.     | [ 50 ] |

### Zapasy
Mężczyźni – styl klasyczny
| Zawodnik         | Konkurencja | 1/16             | 1/8              | Ćwierćfinał      | Półfinał         | Repesaż runda 1  | Repesaż runda 2  | Finał / 3.miejsce | Finał / 3.miejsce | Źródło |
| Zawodnik         | Konkurencja | Przeciwnik Wynik | Przeciwnik Wynik | Przeciwnik Wynik | Przeciwnik Wynik | Przeciwnik Wynik | Przeciwnik Wynik | Przeciwnik Wynik  | Pozycja           | Źródło |
| ---------------- | ----------- | ---------------- | ---------------- | ---------------- | ---------------- | ---------------- | ---------------- | ----------------- | ----------------- | ------ |
| Raiber Rodríguez | -59 kg      | BYE              | Bayramov P 0-8   | NQ               | NQ               | NQ               | NQ               | NQ                | 17.               | [ 51 ] |
| Wuileixis Rivas  | -66 kg      | BYE              | Nouruzi P 1-3    | NQ               | NQ               | NQ               | NQ               | NQ                | 14.               | [ 51 ] |
| Luillys Pérez    | -98 kg      | BYE              | Rezaji P 0-8     | NQ               | NQ               | NQ               | NQ               | NQ                | 17.               | [ 51 ] |
| Erwin Caraballo  | -130 kg     | BYE              | Kayaalp P 0-4    | NQ               | NQ               | N/A              | Szari’ati P 0-4  | NQ                | 19.               | [ 51 ] |

Mężczyźni – styl wolny
| Zawodnik       | Konkurencja | Kwalifikacje     | 1/8               | Ćwierćfinał      | Półfinał         | Repesaż 1        | Repesaż 2        | Finał / 3.miejsce | Finał / 3.miejsce | Źródło |
| Zawodnik       | Konkurencja | Przeciwnik Wynik | Przeciwnik Wynik  | Przeciwnik Wynik | Przeciwnik Wynik | Przeciwnik Wynik | Przeciwnik Wynik | Przeciwnik Wynik  | Pozycja           | Źródło |
| -------------- | ----------- | ---------------- | ----------------- | ---------------- | ---------------- | ---------------- | ---------------- | ----------------- | ----------------- | ------ |
| Pedro Ceballos | -86 kg      | BYE              | Ali Zaghlul W 3-0 | Sadułajew P 0-3  | NQ               | NQ               | Veréb W 3-1      | Şərifov P 1-3     | 5.                | [ 51 ] |
| José Díaz      | -97 kg      | BYE              | Ibragimow P 0-11  | NQ               | NQ               | NQ               | NQ               | NQ                | 18.               | [ 51 ] |

Kobiety – styl wolny
| Zawodnik           | Konkurencja | 1/16             | 1/8                 | Ćwierćfinał       | Półfinał         | Repesaż runda 1  | Repesaż runda 2  | Finał / 3.miejsce | Finał / 3.miejsce | Źródło |
| Zawodnik           | Konkurencja | Przeciwnik Wynik | Przeciwnik Wynik    | Przeciwnik Wynik  | Przeciwnik Wynik | Przeciwnik Wynik | Przeciwnik Wynik | Przeciwnik Wynik  | Pozycja           | Źródło |
| ------------------ | ----------- | ---------------- | ------------------- | ----------------- | ---------------- | ---------------- | ---------------- | ----------------- | ----------------- | ------ |
| Betzabeth Argüello | -53 kg      | BYE              | Essombe Taiko W 8-0 | Prewolaraki W 6-3 | Yoshida P 0-6    | N/A              | N/A              | Synyszyn P 1-2    | 5.                | [ 51 ] |
| María Acosta       | -69 kg      | BYE              | Mostafa P0-8        | NQ                | NQ               | NQ               | NQ               | NQ                | 17.               | [ 51 ] |
| Jaramit Weffer     | -75 kg      | BYE              | Ali P 0-3           | NQ                | NQ               | NQ               | NQ               | NQ                | 17.               | [ 51 ] |

### Żeglarstwo
Mężczyźni
| Zawodnik       | Konkurencja | Wyścig | Wyścig | Wyścig | Wyścig | Wyścig | Wyścig | Wyścig | Wyścig | Wyścig | Wyścig | Wyścig | Wyścig | Wyścig | Punkty | Finałowa pozycja | Źródło |
| Zawodnik       | Konkurencja | 1      | 2      | 3      | 4      | 5      | 6      | 7      | 8      | 9      | 10     | 11     | 12     | M*     | Punkty | Finałowa pozycja | Źródło |
| -------------- | ----------- | ------ | ------ | ------ | ------ | ------ | ------ | ------ | ------ | ------ | ------ | ------ | ------ | ------ | ------ | ---------------- | ------ |
| Daniel Flores  | RS:X        | 18     | 22     | 26     | 20     | 11     | 33     | 34     | 37     | 32     | DNF    | 23     | 25     | NQ     | 160    | 27.              | [ 52 ] |
| José Gutiérrez | Laser       | 35     | 36     | 36     | 42     | 40     | 35     | 40     | 19     | 37     | 37     | N/A    | N/A    | NQ     | 314    | 38.              | [ 53 ] |

M = Wyścig medalowy